# 大阪センコー運輸
大阪センコー運輸株式会社（英: Osaka Senko Transport Co., Ltd.）は、大阪府高槻市に本社を置く日本の物流企業である。

## 概要
貨物自動車運送事業を主体とし、倉庫業を手がける総合物流企業として関西圏を商圏に物流サービスを提供している。
センコーグループホールディングスの主要子会社であるセンコー（大阪市北区）の全額出資子会社であり、同社の運送事業部門を担う一方で独自の事業展開も行う。
本社事務所をLED照明化したり、近畿トラック協会が主催するEVトラックの実証実験に参加するなど、センコーグループの一員として環境に配慮した先進的な試みにも取り組んでいる。

## 沿革
- 1988年（昭和63年）2月 - センコー株式会社（現・センコーグループホールディングス）の全額出資子会社として、大阪センコー運輸株式会社を設立。
- 1998年（平成10年）2月 - 株式会社センコー引越プラザより引越業を譲受。
- 1999年（平成11年）2月 - 大阪センコーアポロ株式会社より構内小運搬事業を譲受。
- 2001年（平成13年）10月 - 関西センコー整備を吸収合併し、商号を大阪センコー運輸整備株式会社に変更。
- 2008年（平成20年）2月 - 兵庫地区の事業を分社し、阪神センコー運輸株式会社を設立。
- 2009年（平成21年）7月 - 倉庫業免許を取得し、大阪府摂津市に直営倉庫を開業。
- 2010年（平成22年）10月 - 本社事務所を大阪市此花区へ移転。
- 2011年（平成23年）
  - 7月 - 大阪府南地区の事業を分社し、南大阪センコー運輸整備株式会社を設立。
  - 10月 - 商号を大阪センコー運輸株式会社に変更。
- 2015年（平成27年）9月 - 本社事務所を大阪府高槻市へ移転。
- 2021年（令和２年）6月 - 本店登記を大阪府高槻市へ移転。

## 関連リンク
- 大阪センコー運輸株式会社